# 코리 버튼
코리 버튼(Corey Burton, 1955년 8월 3일 ~ )는 미국의 배우, 성우이다.

## 출연 작품
- 《스타 워즈: 클론 전쟁》 - 케드 베인, 두쿠 백작 성우
- 《북 오브 보바 펫》 - 케드 베인
- 호기심 많은 조지
- 크리터스
- 유니크론과 변신로보트
- 폴터가이스트 2
- 협곡의 실종
- 스페이스볼
- 폴터가이스트 3
- 누가 로저 래빗을 모함했나
- 알라딘 (1992년 영화)
- 라이온 킹
- 구피 무비
- 노틀담의 꼽추 (1996년 영화)
- 흑협
- 알라딘과 도적의 왕
- 고양이 댄스
- 헤라클레스 (1997년 영화)
- 뮬란 (1998년 영화)
- 벅스 라이프
- 아이언 자이언트
- 토이 스토리 2
- 트럼펫을 부는 백조 (영화)
- 아틀란티스: 잃어버린 제국
- 피터 팬 2: 리턴 투 네버랜드
- 스피릿 (2002년 영화)
- 신데렐라 2
- 보물성
- 101마리 강아지 2: 패치의 런던 대모험
- 아틀란티스 2 - 마일로의 귀환
- 라이온 킹 3
- 인크레더블
- 미키의 크리스마스 선물
- 톰과 제리: 화성에 가다
- 아스테릭스 3 - 바이킹스
- 신데렐라 3
- 플래닛 테러
- 저스티스 리그: 더 뉴 프런티어
- 배트맨: 고담 나이트
- 스타워즈: 클론 전쟁 (영화)
- 슈퍼맨/배트맨: 공공의 적
- 공주와 개구리
- A-특공대 (영화)
- 몬스터 호텔
- 몬스터 호텔 (시리즈)
- 잠베지아: 신비한 나무섬의 비밀
- 마세티 킬즈
- 록키와 불윙클 쇼
- 주먹왕 랄프 2: 인터넷 속으로
- 원스 어폰 어 타임... 인 할리우드
- 피니와 퍼브 무비: 캔디스, 우주에 맞서다